# Inge I di Norvegia
Inge I di Norvegia (1135 – Oslo, 3 febbraio 1161) fu re di Norvegia dal 1136 al 1161. Il suo regno coincide con l'inizio delle Guerre civili norvegesi.

## Nome
A Ingi è attribuito il soprannome krókhryggr, che significa "il Gobbo". Questo epiteto gli viene attribuito solo in due saghe, Morkinskinna e Heimskringla. Snorri racconta che nel 1137, durante una battaglia, Inge venne portato sul campo dal proprio tutore, Ámund Gyrðarson, un capo della Norvegia orientale.
Sassone Grammatico, invece, spiega che durante l'infanzia una servitrice lo lasciò cadere per sbaglio sul pavimento, procurandogli così una deformazione che lo accompagnò per tutta la vita.

## Biografia

### Infanzia e ascesa al trono
Era figlio di Harald IV Gille di Norvegia e di sua moglie Ingiríðr Ragnvaldsdóttir, di origine svedese e nipote di Ingold I di Svezia. Pur essendo un figlio legittimo, ciò non lo rendeva automaticamente un erede certo al trono. Fino alla metà del XIII secolo non vi fu, in Norvegia, una legge chiara sulla successione reale: era sufficiente essere o proclamare di essere il discendente di un re, anche illegittimo, per aspirare al trono. Anche a partire da questa mancanza la Norvegia fu attraversata dalla guerra civile tra i diversi pretendenti.
Nel 1136 Harald IV venne ucciso dal pretendente e presunto fratellastro Sigurd Slembedjakn. Inge, di un solo, venne proclamato re insieme al fratellastro Sigurd II di Norvegia, anche lui in minore età. Non sembra invece che l'altro fratellastro, Magnus Haraldsson, fosse stato elevato a re in quel contesto. Attraverso diversi tutori, i due co-regnavano su territori diversi della Norvegia che coincidevano con il Þing in cui erano stati acclamati: Inge nel Borgarþing, l'attuale Østfold, Sigurd nell'Eyraþing, una zona del Trøndelag. I rispettivi tutori dei re unirono le forze per sconfiggere Sigurd Slembedjakn e il detronizzato Magnus IV di Norvegia, che vennero sconfitti nel 1139 nella battaglia di Holmengrå, vicino Hvaler.
Dopo questi scontri seguì un periodo di pace, in cui Inge regna in accordo con il fratellastro (o forse entrambi i fratellastri) e la nobiltà norvegese (Lendmenn).

### Età adulta e inizio del conflitto civile
Nel 1142 dalla Scozia arrivò un terzo figlio illegittimo di Harald, Øysteinn, che era stato riconosciuto dal re prima di morire. I fratellastri accettarono quindi di dividere il potere con lui. Questa divisione, che non sembra aver comportato spartizioni territoriali ma soltanto di potere (come altre volte era successo in Norvegia), funzionò al meglio finché i tutori dei re rimasero in vita. Nel 1152 la Norvegia venne visitata dal legato pontificio Nicola Breakspear. Durante la sua visita, la chiesa in Norvegia venne organizzata in un Arcivescovado a parte, con sede a Nidaros.
Una volta morti i tutori, i re entrarono in possesso del totale potere e iniziarono i primi conflitti.
Nel 1155 un incontro tra Inge e Sigurd a Bergen sfociò in uno scontro armato tra le rispettive forze. Sigurd morì. Øysteinn, arrivato a Bergen quando Sigurd era già morto, venne a un compromesso con Inge, che tuttavia non durò a lungo. Solo due anni dopo, nel 1157, gli eserciti dei due fratellastri si fronteggiarono a Moster ed essendo la forza di Inge preponderanti costrinse Øysteinn alla fuga. Øysteinn venne tuttavia catturato e ucciso nel Bohuslän. Il conflitto tra Inge e Øysteinn rimane ancora oggi inspiegato. Le saghe suggeriscono che Sigurd e Øysteinn tramavano di deporre Inge e dividere il potere tra loro: tuttavia molti studiosi tendono a rigettare questa spiegazione.

### Ultimo periodo
Morti i fratellastri, Inge rimase l'unico sovrano di Norvegia. Le fonti gli attribuiscono una grande popolarità tra la nobiltà del regno (i Lendmenn) per via del fatto che, a differenza di alcuni predecessori, li coinvolse nel governo del paese. Il conflitto dinastico tuttavia non si risolse: Håkon, un figlio illegittimo di Sigurd, captò il supporto dei vecchi seguaci di suo padre e di Øysteinn.

## Ascendenza
|                          |   |                     | Genitori |  |  | Nonni |  |  | Bisnonni             |  |  | Trisnonni              |  |
|                          |   |                     |          |  |  |       |  |  | Olaf III di Norvegia |  |  | Harald III di Norvegia |  |
|                          |   |                     |          |  |  |       |  |  | Olaf III di Norvegia |  |  | Harald III di Norvegia |  |
|                          |   | Tora Torbergsdatter |          |  |  |       |  |  | Olaf III di Norvegia |  |  |                        |  |
| Magnus III di Norvegia   |   |                     |          |  |  |       |  |  | Olaf III di Norvegia |  |  |                        |  |
|                          |   | …                   | …        |  |  |       |  |  |                      |  |  |                        |  |
|                          |   | …                   | …        |  |  |       |  |  |                      |  |  |                        |  |
|                          |   | …                   | …        |  |  |       |  |  |                      |  |  |                        |  |
| Harald IV di Norvegia    |   | …                   |          |  |  |       |  |  |                      |  |  |                        |  |
|                          |   | …                   | …        |  |  |       |  |  |                      |  |  |                        |  |
|                          |   | …                   | …        |  |  |       |  |  |                      |  |  |                        |  |
|                          |   | …                   | …        |  |  |       |  |  |                      |  |  |                        |  |
| …                        |   | …                   |          |  |  |       |  |  |                      |  |  |                        |  |
|                          |   | …                   | …        |  |  |       |  |  |                      |  |  |                        |  |
|                          |   | …                   | …        |  |  |       |  |  |                      |  |  |                        |  |
|                          |   | …                   | …        |  |  |       |  |  |                      |  |  |                        |  |
| Inge I di Norvegia       |   | …                   |          |  |  |       |  |  |                      |  |  |                        |  |
|                          | … | …                   |          |  |  |       |  |  |                      |  |  |                        |  |
|                          | … | …                   |          |  |  |       |  |  |                      |  |  |                        |  |
|                          | … | …                   |          |  |  |       |  |  |                      |  |  |                        |  |
| …                        | … |                     |          |  |  |       |  |  |                      |  |  |                        |  |
|                          |   | …                   | …        |  |  |       |  |  |                      |  |  |                        |  |
|                          |   | …                   | …        |  |  |       |  |  |                      |  |  |                        |  |
|                          |   | …                   | …        |  |  |       |  |  |                      |  |  |                        |  |
| Ingiriör Ragnvaldsdóttir |   | …                   |          |  |  |       |  |  |                      |  |  |                        |  |
|                          |   | …                   | …        |  |  |       |  |  |                      |  |  |                        |  |
|                          |   | …                   | …        |  |  |       |  |  |                      |  |  |                        |  |
|                          |   | …                   | …        |  |  |       |  |  |                      |  |  |                        |  |
| …                        |   | …                   |          |  |  |       |  |  |                      |  |  |                        |  |
|                          |   | …                   | …        |  |  |       |  |  |                      |  |  |                        |  |
|                          |   | …                   | …        |  |  |       |  |  |                      |  |  |                        |  |
|                          |   | …                   | …        |  |  |       |  |  |                      |  |  |                        |  |
|                          |   | …                   |          |  |  |       |  |  |                      |  |  |                        |  |